# Microrégion d'Itaperuna
La microrégion d'Itaperuna est une des microrégions de l'État de Rio de Janeiro appartenant à la mésorégion du Nord-Ouest Fluminense. Elle couvre une aire de 3 128 km2 pour une population de 195 154 habitants (IBGE 2010) et est divisée en sept municipalités.

## Microrégions limitrophes
- Campos dos Goytacazes
- Santo Antônio de Pádua

## Municipalités[1]
- Bom Jesus do Itabapoana
- Italva
- Itaperuna
- Laje do Muriaé
- Natividade
- Porciúncula
- Varre-Sai